# 河合莉菜
河合 莉菜（かわい りな、1991年6月9日 - ）は、フリーアナウンサー、元名古屋テレビ放送（メ〜テレ）のアナウンサー。NTB所属。

## 来歴・人物
三重県桑名市出身。三重県立桑名高等学校卒業。椙山女学園大学ではミス椙山女学園大学のグランプリに輝いた。2014年に同大学卒業後、NHK津放送局に契約キャスターとして入局。同期に文化放送アナウンサーを経て、フリーの松井佐祐里がいる。2018年3月に同局を退局し、同年4月に石川テレビに移籍。2021年7月末をもって石川テレビを退社。2022年4月に名古屋テレビ放送に移籍、同年12月に名古屋テレビ(メ～テレ)との契約終了（NTB所属）。

## 過去の出演番組

### NHK津放送局
- ほっとイブニングみえ
- みえ〜るくん情報

### 石川テレビ
- 石川さん情報Live リフレッシュ
- 石川さん プライムニュース
- 石川さん Live News イット!
- 土曜プレミアム・さんまのFNS全国アナウンサー一斉点検（フジテレビ、2019年2月9日）

### 名古屋テレビ
- メ〜テレNEWS